# Новоцелинный
Новоцели́нный — посёлок в Мартыновском районе Ростовской области России.
Входит в состав Комаровского сельского поселения.

## История
В 1987 году указом Президиума Верховного Совета РСФСР Посёлку второго отделения зерносовхоза «Цимлянский» присвоено наименование Новоцелинный.

## Население
| 2010 |
| ---- |
| 114  |

## Улицы
В посёлке две улицы: Парковая и Степная.